# Мирзоян, Сусанна Кареновна
Сусанна Кареновна Мирзоян (род. 20 января 1986) — российская самбистка, чемпионка и призёр чемпионатов России, Европы и мира, Заслуженный мастер спорта России.

## Спортивные результаты
- Чемпионат России по самбо среди женщин 2008 года — ;
- Чемпионат России по самбо среди женщин 2009 года — ;
- Чемпионат России по самбо среди женщин 2010 года — ;
- Чемпионат России по самбо среди женщин 2011 года — ;
- Чемпионат России по самбо среди женщин 2012 года — ;
- Чемпионат России по самбо среди женщин 2013 года — ;
- Чемпионат России по самбо среди женщин 2014 года — ;